# Биюк-Бустерчи
Бию́к-Бустерчи́ (укр. Біюк-Бустерчі, крымскотат. Büyük Bosterçi, Буюк Бостерчи) — исчезнувшее село в Красноперекопском районе Республики Крым, располагавшееся в центре района, на юго-восточном берегу озера Красное, примерно в 3 километрах к северо-западу от современного села Уткино.

### Динамика численности населения
| - 1805 год — 144 чел. - 1864 год — 6 чел. - 1889 год — 34 чел. | - 1892 год — 7 чел. - 1915 год — 10/10 чел. - 1926 год — 62 чел. |

## История
Первое документальное упоминание села встречается в Камеральном Описании Крыма… 1784 года, судя по которому, в последний период Крымского ханства Баран-Бостерчи входил в Кырп Баул кадылык Перекопского каймаканства.
После присоединения Крыма к России (8) 19 апреля 1783 года, (8) 19 февраля 1784 года, именным указом Екатерины II сенату, на территории бывшего Крымского Ханства была образована Таврическая область и деревня была приписана к Перекопскому уезду. После Павловских реформ, с 1796 по 1802 год, входила в Перекопский уезд Новороссийской губернии. По новому административному делению, после создания 8 (20) октября 1802 года Таврической губернии, Биюк-Бустерчи был определён центром Бустерчинской волости Перекопского уезда.
По Ведомости о всех селениях в Перекопском уезде состоящих с показанием в которой волости сколько числом дворов и душ… от 21 октября 1805 года в деревне Биюк-Бустерчи числился 21 двор и 144 крымских татарина. На военно-топографической карте генерал-майора Мухина 1817 года деревня Бостержи обозначена с 20 дворами. После реформы волостного деления 1829 года Биюк-Бустерчи, согласно «Ведомости о казённых волостях Таврической губернии 1829 года», передали в состав Ишуньской волости (переименованной из Бустерчинской), лишив статуса волостного центра. На карте 1842 года Биюк-Бустерчи обозначен с 32 дворами.
В 1860-х годах, после земской реформы Александра II, деревню приписали к Ишуньской волости. В «Списке населённых мест Таврической губернии по сведениям 1864 года», составленном по результатам VIII ревизии 1864 года, Биюк-Бустерчи — владельческая деревня, с 2 дворами и 6 жителями при соляном озере Красном. Согласно «Памятной книжке Таврической губернии за 1867 год», деревня стояла покинутая, ввиду эмиграции крымских татар, особенно массовой после Крымской войны 1853—1856 годов, в Турцию. По «Памятной книге Таврической губернии 1889 год», по результатам Х ревизии 1887 года, в деревне Биюк-Бустерчи, уже, видимо, заселённой выходцами из материковой России, числилось 5 дворов и 34 жителя.
После земской реформы 1890 года Биюк-Бустерчи отнесли к Воинской волости. Согласно «…Памятной книжке Таврической губернии на 1892 год», в деревне Биюк-Бестерчи, составлявшей Биюк-Бустерчинское сельское общество, было 7 жителей, домохозяйств не имеющих. По Статистическому справочнику Таврической губернии. Ч.II-я. Статистический очерк, выпуск пятый Перекопский уезд, 1915 год, на хуторе Биюк-Бустерчи (барона Гинзбурга) Воинской волости Перекопского уезда числился 1 двор с русским населением в количестве 10 человек приписных жителей и 10 — «посторонних», из которых 11 мужчин и 9 женщин. При хуторе числилось 1805 десятин удобной земли, в хозяйстве имелось 10 лошадей.
После установления в Крыму Советской власти, по постановлению Крымревкома от 8 января 1921 года № 206 «Об изменении административных границ» была упразднена волостная система, Перекопский уезд переименовали в Джанкойский, в котором был образован Ишуньский район, в состав которого включили село, а в 1922 году уезды получили название округов. 11 октября 1923 года, согласно постановлению ВЦИК, в административное деление Крымской АССР были внесены изменения, в результате которых округа были отменены, Ишуньский район упразднён и село вошло в состав Джанкойского района. Согласно Списку населённых пунктов Крымской АССР по Всесоюзной переписи 17 декабря 1926 года, в селе Бустерчи II, в составе упразднённого к 1940 году Ново-Уржинского сельсовета Джанкойского района, числилось 10 дворов, все крестьянские, население составляло 62 человека, из них 53 украинца и 9 русских. Время упразднения неизвестно, последний раз встречается на карте 1931 года.